# LGV
LGV eller ligne à grande vitesse är det järnvägsnät för höghastighetstågen TGV som binder samman olika delar av Frankrike med varandra och omvärlden.
Ett höghastighetsspår Casablanca-Tanger av denna typ är under konstruktion i Marocko och beräknas tas i drift 2018.